# Eleonora Bruno
Eleonora Bruno (ur. 15 kwietnia 1994 w Pontederze) – włoska siatkarka, grająca na pozycji libero. 

## Sukcesy reprezentacyjne
Mistrzostwa Europy Kadetek:
- 2011

Mistrzostwa Europy Juniorek:
- 2012